# Onthophagus yvescambeforti
Onthophagus yvescambeforti là một loài bọ cánh cứng trong họ Bọ hung (Scarabaeidae).